# Nation Media Group
Pour les articles homonymes, voir Nation (homonymie).
Nation Media Group (NMG) est un groupe de presse kenyan, fondé en 1959, qui domine le paysage journalistique en Afrique de l'Est.

## Historique

### 1958 – 1990: fondation et premières décennies
Le groupe est créé en 1959 sous le nom « East African Newspaper Ltd » par Karim Aga Khan IV, chef spirituel des isaméliens âgé d'une vingtaine d'années, qui rachète Taifa, un hebdomadaire kenyan en swahili créé en 1958, et le transforme en 1960 en un quotidien : Taifa Leo,,. Les premiers titres de presse créés par le groupe sont Daily Nation et Sunday Nation, en 1960, un quotidien et un hebdomadaire de langue anglaise diffusés au Kenya, qui atteignent en 1970 une diffusion unitaire de 46 000 exemplaires,.
Les différents titres de NMG, écrits par des Africains et pour des Africains, expriment une opinion opposée à la colonisation britannique et favorable à l'indépendance du Kenya (qui surviendra en 1963),.
En 2016, ils font toujours figure de référence et sont en position d'hégémonie au sein de la presse kenyane,, bien que restant difficilement accessibles financièrement à la majorité de la population.

### Années 1990 et 2000: élargissement à l'Afrique de l'Est
Le groupe élargit ses activités au-delà des frontières kenyanes avec la création de l'hebdomadaire en langue anglaise The EastAfrican en 1994, axé sur la vie politique et économique de l'Afrique de l'Est et diffusé en Tanzanie, en Ouganda, au Rwanda et au Kenya.
En 1998, le groupe devient actionnaire majoritaire de l'entreprise East Africa Television Network (EATN) qui possède une licence pour diffuser sur le réseau de télévision et de radio national ; l'International Freedom of Expression Exchange rapporte néanmoins que le gouvernement kenyan, voyant d'un mauvais œil le groupe pour sa politique d'indépendance et ses articles dénonçant la corruption, entrave la création d'une chaîne de télévision et d'une station de radio en révoquant la licence,. Une chaîne de télévision, Nation TV (ultérieurement renommée NTV), voit finalement le jour en décembre 1999, et n'est initialement diffusée qu'à Nairobi et ses environs. La même année est créée la station de radio Nation FM, diffusée au Kenya.
En 2000, NMG acquiert la majorité des parts de Monitor Publications Ltd, entreprise qui édite le principal quotidien indépendant ougandais Daily Monitor,. Le groupe crée en septembre 2004 une station de radio en langue anglaise diffusée en Ouganda, 93.3 KFM, ; elle devient la radio la plus écoutée du pays en janvier 2005.
En 2002 ou 2003 (selon les sources), NMG acquiert 60 % des parts de Mwananchi Communications Ltd, groupe de presse tanzanien qui publie Mwananchi et Mwanaspoti, deux titres écris en swahili, le second étant consacré au sport,. En 2004, toujours en Tanzanie, le groupe lance The Citizen, un journal quotidien rédigé en anglais.

### Années 2010: réorientation vers le numérique
En juin 2016, le groupe annonce la fermeture des stations de radio Nation FM (Kenya) et KFM (Rwanda) et de la chaîne de télévision en swahili QTV (Kenya), indiquant vouloir orienter son développement vers le numérique,.
Nation Media Group acquiert début 2017 le site web KenyaBuzz.

## Résultats financiers
L'année 2016, le groupe fait un bénéfice de 2,5 milliards de shillings kényans (ksh), sur un chiffre d'affaires de 11,3 milliards de shillings.

## Actionnaires principaux
Le groupe est listé à la bourse des valeurs de Nairobi, le Nairobi Securities Exchange (NSE) depuis le début des années 1970,.
Au 31 décembre 2016, ses dix principaux actionnaires sont :
- The Aga Khan Fund for Economic Development (AKFED) : 44,66 % des parts
- Alpine Investments Limited : 10,15 %
- Stanbic Nominees Limited : 1,79 %
- Kimani John Kibunga : 1,73 %
- The Jubilee Insurance Company of Kenya Limited : 1,21 %
- Standard Chartered Nominees Resd A/C Ke11450 : 1,21 %
- Kenya Commercial Bank Nominees Limited A/C 915b : 1,20 %
- Standard Chartered Nominees Resd A/C Ke11401 : 1,13 %
- Kenya Commercial Bank Nominees Limited A/C 915a : 1,02 %
- Kenya Reinsurance Corporation Limited : 0,51 %

Au total, à la même date, le groupe compte 10 946 actionnaires qui se partagent 188 542 286 actions.